# Ястребское
Ястребское или Ястребово — озеро в Круппской волости Печорского района Псковской области, в 2 км от границы с Эстонией.
Площадь — 0,2 км² (24,0 га). Максимальная глубина — 6,0 м, средняя глубина — 2,5 м.
На восточном прибрежье расположена деревня Ястребье.
Проточное. Относится к бассейну реки Кулейская (Кулья), которая впадает в Псковское озеро. С рекой Кулейской Ястребское озеро соединено ручьём-каналом, впадающим в озеро Мясовитское — исток этой реки.
Тип озера плотвично-окуневый с лещом. Массовые виды рыб: щука, плотва, окунь, ерш, карась, лещ, вьюн.
Для озера характерны: камыш, осока, рогоз, кубыш ка, рдесты, роголистник, гречиха, элодея (6 %).